# Список дипломатических миссий Турции

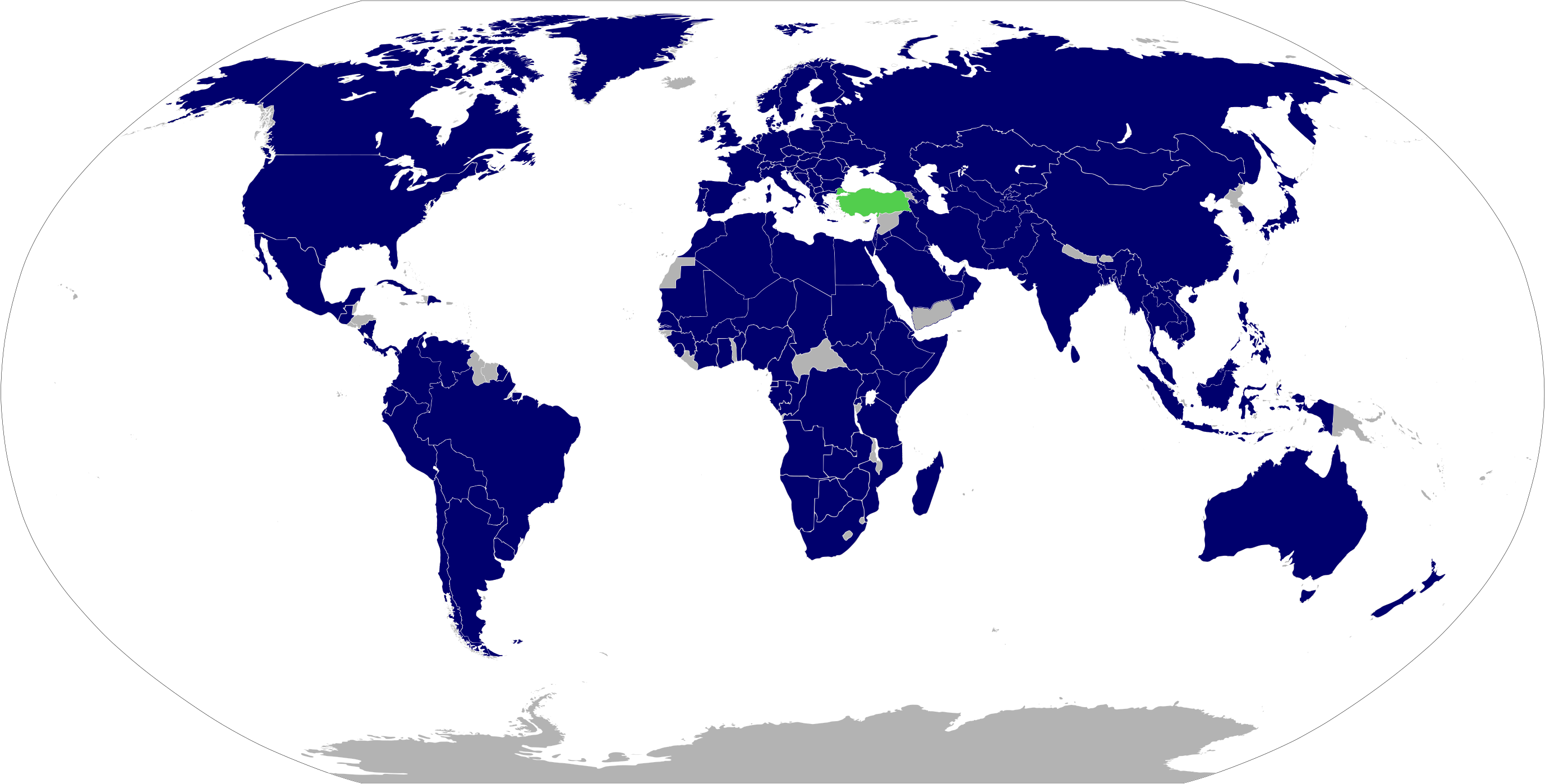

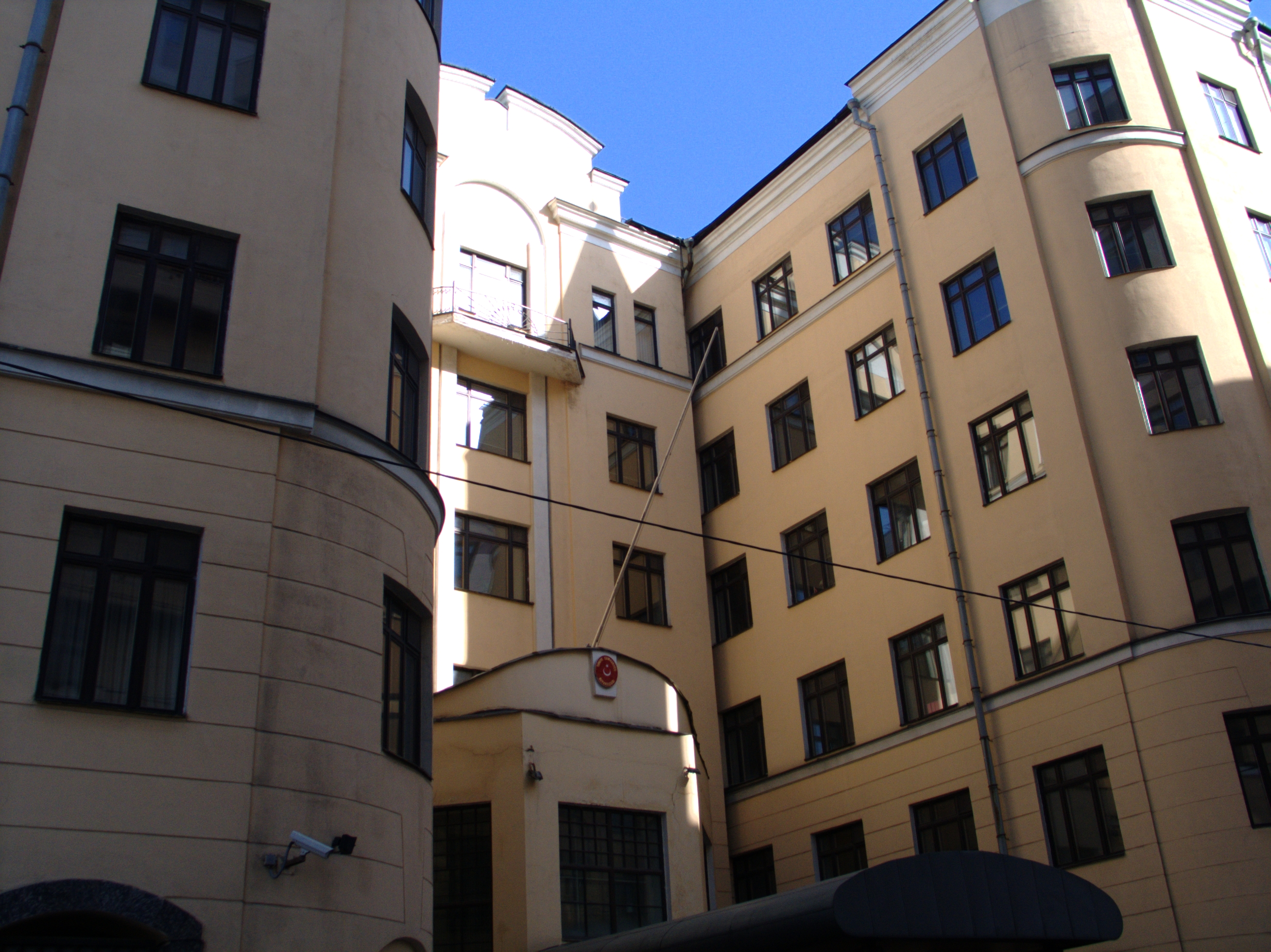
Посольство Турции в Москве

Посольство Турции в Литве

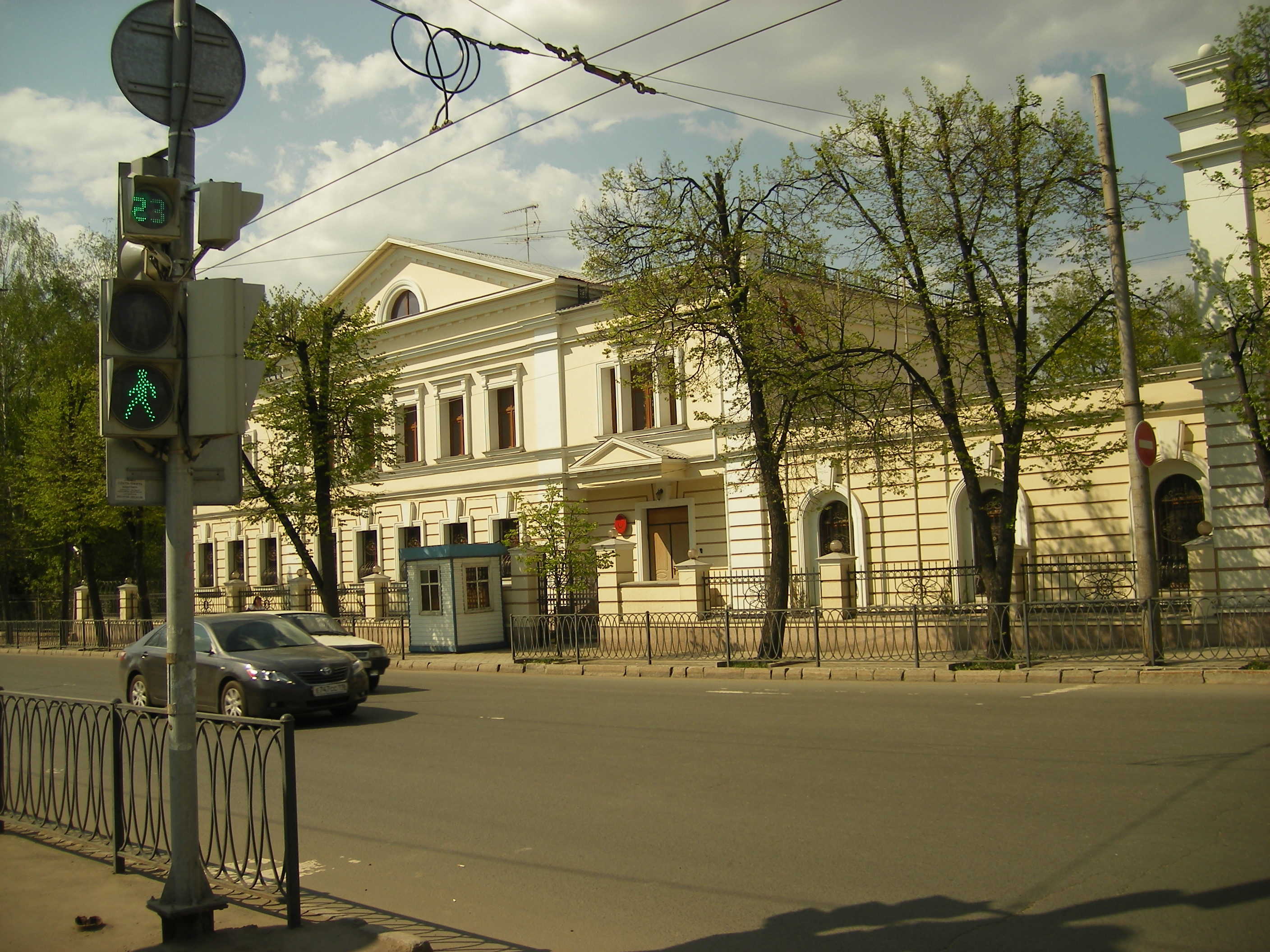
Генеральное консульство Турции в Казани

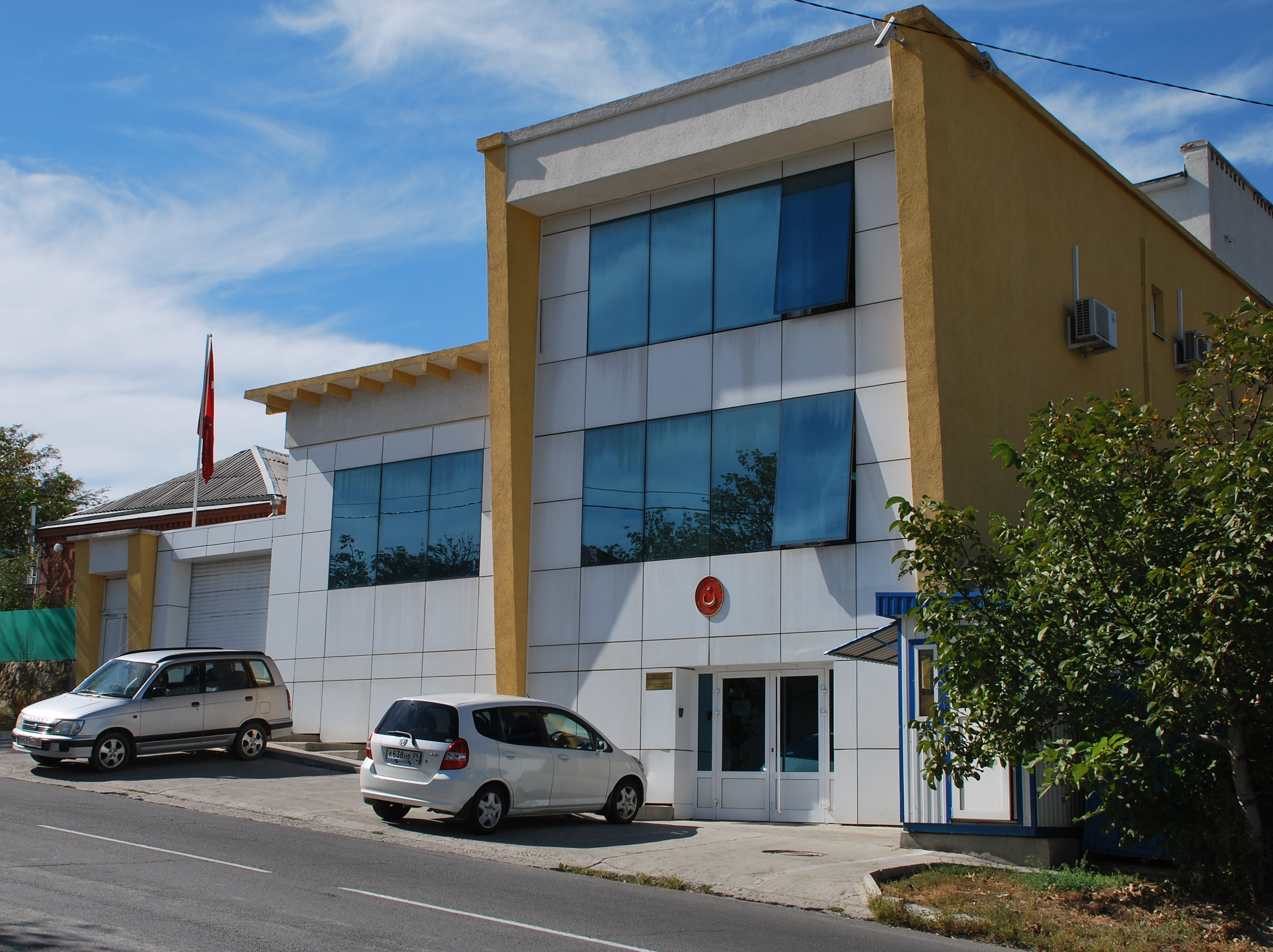
Генеральное консульство Турции в Новороссийске

Список дипломатических миссий Турции — первое турецкое посольство на постоянной основе было открыто султаном Селимом III в 1793 году в Лондоне. В 1924 году Турция имела за рубежом 39 своих посольств. В настоящее время это государство обладает 105 посольствами, 80 генеральными консульствами и 13 постоянными представительствами на всех 5 континентах. Она — единственное государство, имеющее посольство в Турецкой республике Северного Кипра.

## Европа
- Албания, Тирана (посольство)
- Беларусь, Минск (посольство)
- Бельгия, Брюссель (посольство)
  - Брюссель (генеральное консульство)
  - Антверпен (генеральное консульство)
- Босния и Герцеговина, Сараево (посольство)
  - Мостар (генеральное консульство)
- Болгария, София (посольство)
  - Бургас (генеральное консульство)
  - Пловдив (генеральное консульство)
- Германия, Берлин (посольство)
  - Берлин (генеральное консульство)
  - Дюссельдорф (генеральное консульство)
  - Эссен (генеральное консульство)
  - Франкфурт-на-Майне (генеральное консульство)
  - Гамбург (генеральное консульство)
  - Ганновер (генеральное консульство)
  - Карлсруэ (генеральное консульство)
  - Кёльн (генеральное консульство)
  - Майнц (генеральное консульство)
  - Мюнхен (генеральное консульство)
  - Мюнстер (генеральное консульство)
  - Нюрнберг (генеральное консульство)
  - Штутгарт (генеральное консульство)
- Дания, Копенгаген (посольство)
- Эстония, Таллин (посольство)
- Финляндия, Хельсинки (посольство)
- Франция, Париж (посольство)
  - Париж (генеральное консульство)
  - Лион (генеральное консульство)
  - Марсель (генеральное консульство)
  - Страсбург (генеральное консульство)
- Греция, Афины (посольство)
  - Салоники (генеральное консульство)
- Грузия, Тбилиси (посольство)
  - Пирей (генеральное консульство)
  - Комотини (генеральное консульство)
  - Родос (генеральное консульство)
- Великобритания, Лондон (посольство)
  - Лондон (генеральное консульство)
- Ирландия, Дублин (посольство)
- Италия, Рим (посольство), также для:
  -     -  Мальта
    -  Сан-Марино

  - Милан (генеральное консульство)
- Косово, Приштина (посольство)
- Хорватия, Загреб (посольство)
- Латвия, Рига (посольство)
- Литва, Вильнюс (посольство)
- Люксембург, Люксембург (посольство)
- Северная Македония, Скопье (посольство)
- Молдова, Кишинёв (посольство)
- Нидерланды, Гаага (посольство)
  - Девентер (генеральное консульство)
  - Роттердам (генеральное консульство)
- Норвегия, Осло (посольство)
- Австрия, Вена (посольство)
  - Вена (генеральное консульство)
  - Брегенц (генеральное консульство)
  - Зальцбург (генеральное консульство)
- Польша, Варшава (посольство)
- Португалия, Лиссабон (посольство)
- Румыния, Бухарест (посольство)
  - Констанца (генеральное консульство)
- Россия, Москва (посольство)
  - Казань (генеральное консульство)
  - Санкт-Петербург (генеральное консульство)
  - Новороссийск (генеральное консульство)
- Швеция, Стокгольм (посольство)
- Швейцария, Берн (посольство)
  - Женева (генеральное консульство)
  - Цюрих (генеральное консульство)
- Сербия, Белград (посольство)
- Словакия, Братислава (посольство)
- Словения, Любляна (посольство)
- Испания, Мадрид (посольство)
  - Барселона (генеральное консульство)
- Чехия, Прага (посольство)
- Украина, Киев (посольство)
  - Одесса (генеральное консульство)
  - Харьков (почетное консульство) [1]
- , Будапешт (посольство)
- Ватикан, Ватикан (посольство)
- Турецкая Республика Северного Кипра, Никосия (посольство)

## Африка
- Египет, Каир (посольство)
  - Александрия (генеральное консульство)
- Алжир, Эль-Джазаир (посольство)
- Ангола, Луанда (посольство), также для:
  -     -  Намибия
- Эфиопия, Аддис-Абеба (посольство), также для:
  -     -  Бурунди
    -  Джибути
    -  Сомали
- Гана, Аккра (посольство), также для:
  -     -  Бенин
    -  Того
- Кот-д’Ивуар, Абиджан (посольство), также для:
  -     -  Либерия
    -  Сьерра-Леоне
- Камерун, Яунде (посольство), также для:
  -     -  Сан-Томе и Принсипи
    -  Экваториальная Гвинея
- Кения, Найроби (посольство)
- Республика Конго, Киншаса (посольство)
- Ливия, Триполи (посольство)
  - Бенгази (генеральное консульство)
- Мадагаскар, Антананариву (посольство), также для:
  -     -  Коморы
    -  Маврикий
- Мали, Бамако (посольство)
- Марокко, Рабат (посольство)
- Мозамбик, Мапуту (посольство)
- Нигерия, Абуджа (посольство)
- Сенегал, Дакар (посольство)
- Судан, Хартум (посольство)
- ЮАР, Претория (посольство)
- Танзания, Дар-эс-Салам (посольство)
- Тунис, Тунис (посольство)
- Замбия, Лусака (посольство)
- Уганда, Кампала (посольство)

## Америка
- Аргентина, Буэнос-Айрес (посольство)
- Бразилия, Бразилиа (посольство)
- Чили, Сантьяго (посольство)
- Канада, Оттава (посольство)
  - Торонто (генеральное консульство)
- Куба, Гавана (посольство)
- Мексика, Мехико (посольство)
- Перу, Лима (генеральное консульство)
- США, Вашингтон (посольство)
  - Бостон (генеральное консульство)
  - Чикаго (генеральное консульство)
  - Хьюстон (генеральное консульство)
  - Лос-Анджелес (генеральное консульство)
  - Майями (генеральное консульство)
  - Нью-Йорк (генеральное консульство)
  - Сан-Франциско (генеральное консульство)
- Венесуэла, Каракас (посольство), также для:
  -     -  Аруба
    -  Барбадос
    -  Гайана
    -  Гренада
    -  Колумбия
    -  Нидерландские Антильские острова
    -  Тринидад и Тобаго
    -  Эквадор

## Азия
- Афганистан, Кабул (посольство)
  - Мазари-Шариф (генеральное консульство)
  - Гянджа (генеральное консульство)
  - Нахичевань (генеральное консульство)
- Азербайджан, Баку (посольство)
- Бахрейн, Манама (посольство)
- Бангладеш, Дакка (посольство)
- Китай, Пекин (посольство)
  - Гонконг (генеральное консульство)
  - Шанхай (генеральное консульство)
  - Батуми (генеральное консульство)
- Индия, Нью-Дели (посольство)
  - Мумбай (генеральное консульство)
- Индонезия, Джакарта (посольство)
- Ирак, Багдад (посольство)
  - Басра (генеральное консульство)
  - Эрбиль (генеральное консульство)
  - Мосул (генеральное консульство)
- Иран, Тегеран (посольство)
  - Тебриз (генеральное консульство)
  - Урмия (генеральное консульство)
- Государство Палестина, Рамаллах (генеральное консульство)
- Израиль, Тель-Авив (посольство)
  - Иерусалим (генеральное консульство)
- Япония, Токио (посольство)
  - Осака (генеральное консульство)
  - Фукуока (генеральное консульство)
- Йемен, Сана (посольство), также для:
  -     -  Эритрея
- Иордания, Амман (посольство)
- Казахстан, Астана (посольство)
  - Алматы (генеральное консульство)
- Катар, Доха (посольство)
- Кыргызстан, Бишкек (посольство)
- КНДР, Пхеньян (посольство)
- Республика Корея, Сеул (посольство)
- Кувейт, Эль-Кувейт (посольство)
- Ливан, Бейрут (посольство)
- Малайзия, Куала-Лумпур (посольство)
- Монголия, Улан-Батор (посольство)
- Оман, Маскат (посольство)
- Пакистан, Исламабад (посольство)
  - Карачи (генеральное консульство)
- Филиппины, Манила (посольство)
- Саудовская Аравия, Эр-Рияд (посольство)
  - Джидда (генеральное консульство)
- Сингапур, Сингапур (посольство)
- Сирия, Дамаск (посольство)
  - Алеппо (генеральное консульство)
- Таджикистан, Душанбе (посольство)
- Китайская Республика, Тайбэй (торговая миссия)
- Таиланд, Бангкок (посольство), также для:
  -     -  Камбоджа
    -  Мьянма
- Туркменистан, Ашхабад (посольство)
- Узбекистан, Ташкент (посольство)
- ОАЭ, Абу-Даби (посольство)
  - Дубай (генеральное консульство)
- Вьетнам, Ханой (посольство)

## Океания
- Австралия, Канберра (посольство) — представляет Турцию также в:
  -     -  Вануату
    -  Кирибати
    -  Маршалловы Острова
    -  Науру
    -  Папуа — Новая Гвинея
    -  Соломоновы Острова

  - Мельбурн (генеральное консульство)
  - Сидней (генеральное консульство)
- Новая Зеландия, Веллингтон (посольство) — представляет Турцию также в:
  -     -  Самоа
    -  Тонга
    -  Тувалу
    -  Фиджи

## Международные организации
- Брюссель, постоянное представительство при ЕС
- Страсбург, постоянное представительство при Совете Европы
- Найроби, постоянное представительство при учреждениях ООН
- постоянные представительства при ООН:
  - Нью-Йорк
  - Женева
  - Вена
  - Рим (при IFAD, WFP и FAO)
- Брюссель, постоянное представительство при NATO
- Вена, постоянное представительство при ОБСЕ
- Париж, постоянное представительство при ЮНЕСКО.